# Sakurauchi Nagisa
Sakurauchi Nagisa (櫻内 渚, sinh ngày 11 tháng 8 năm 1989) là một cầu thủ bóng đá người Nhật Bản thi đấu cho Júbilo Iwata.

## Thống kê câu lạc bộ
Cập nhật đến ngày 23 tháng 2 năm 2017.
| Thành tích câu lạc bộ | Thành tích câu lạc bộ | Thành tích câu lạc bộ | Giải vô địch | Giải vô địch | Cúp                   | Cúp                   | Cúp Liên đoàn | Cúp Liên đoàn | Tổng cộng | Tổng cộng |
| Mùa giải              | Câu lạc bộ            | Giải vô địch          | Số trận      | Bàn thắng    | Số trận               | Bàn thắng             | Số trận       | Bàn thắng     | Số trận   | Bàn thắng |
| Nhật Bản              | Nhật Bản              | Nhật Bản              | Giải vô địch | Giải vô địch | Cúp Hoàng đế Nhật Bản | Cúp Hoàng đế Nhật Bản | J. League Cup | J. League Cup | Tổng cộng | Tổng cộng |
| --------------------- | --------------------- | --------------------- | ------------ | ------------ | --------------------- | --------------------- | ------------- | ------------- | --------- | --------- |
| 2012                  | Júbilo Iwata          | J1 League             | 0            | 0            | 0                     | 0                     | 1             | 0             | 1         | 0         |
| 2013                  | Júbilo Iwata          | J1 League             | 2            | 0            | 0                     | 0                     | 2             | 0             | 4         | 0         |
| 2014                  | Júbilo Iwata          | J2 League             | 22           | 3            | 1                     | 0                     | -             | -             | 23        | 3         |
| 2015                  | Júbilo Iwata          | J2 League             | 41           | 5            | 1                     | 0                     | -             | -             | 42        | 5         |
| 2016                  | Júbilo Iwata          | J1 League             | 19           | 1            | 3                     | 0                     | 2             | 0             | 24        | 1         |
| Tổng                  | Tổng                  | Tổng                  | 84           | 9            | 5                     | 0                     | 5             | 0             | 94        | 9         |